# Cayetunya colombiana
Cayetunya colombiana là một loài bọ cánh cứng trong họ Chrysomelidae. Loài này được Flowers miêu tả khoa học năm 1997.